# Inlandstaggnäbb
Inlandstaggnäbb (Acanthiza apicalis) är en liten insektsätande tätting i familjen taggnäbbar som enbart förekommer i Australien.

## Utseende och läte
Inlandstaggnäbben är en liten (9-11 cm) fågel. Den har gråbrun rygg, rödaktig övergump och en vitspetsad mörk stjärt. Undersidan är gräddfärgad med svarta streck. Hona och hane liknar varandra, men hanen tenderar att vara lite större. Inlandstaggnäbben förväxlas ofta med den kustlevande arten rostpannad taggnäbb (Acanthiza pusilla). Sången är musikalisk med drillar och härmningar.

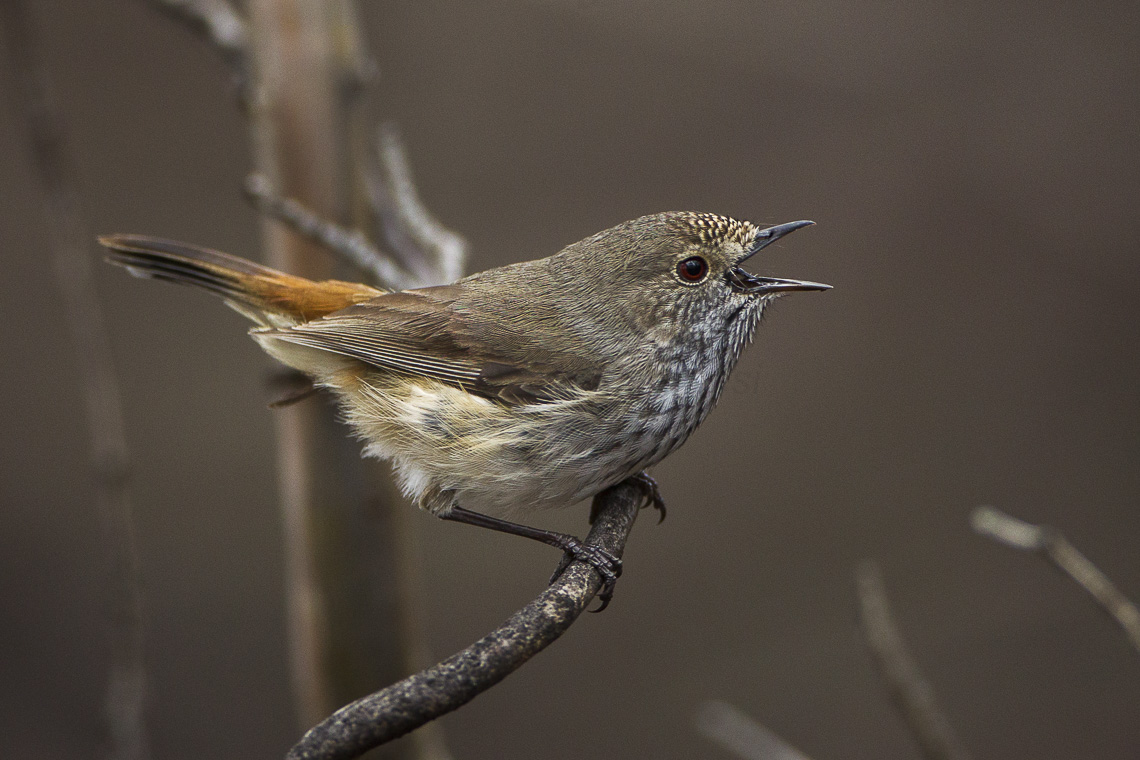

## Utbredning och systematik
Inlandstaggnäbben förekommer i Australiens inland väster om Great Dividing Range, men inte i tropiska klimat i norr eller på Tasmanien. Den delas in i fyra underarter med följande utbredning:
- Acanthiza apicalis whitlocki – förekommer från inlandet i South Australia mot kusten i väster
- Acanthiza apicalis apicalis – förekommer från sydvästligaste Western Australia österut till västra Victoria
- Acanthiza apicalis albiventris – förekommer från centrala Queensland och New South Wales till norra Victoria och östra South Australia
- Acanthiza apicalis cinerascens – förekommer i väst-centrala Queensland

Inlandstaggnäbb och rostpannad taggnäbb (A. pusilla) har ofta behandlats som en och samma art och de båda hybridiserar sannolikt i sydöstra Australien där mellanformer förekommer. Den rostpannade taggnäbbens underart diemenensis verkar dessutom genetiskt stå närmare inlandstaggnäbben.

## Levnadssätt
Inlandstaggnäbben bebor torra buskmarker och skogslandskap. I sydvästra Australien hittas de även på sandhedar samt skogar med trädarterna Eucalyptus marginata och Eucalyptus diversicolor. Fågeln födosöker under buskage och i lövverk eftersmå insekter och spindlar, tillfälligtvis frön och smått vegetabiliskt material. Den häckar från juli till december. Honan lägger tre ägg som ruvas i 19 dagar. Ungarna lämnar boet efter 17 dagar.

## Status och hot
Arten har ett stort utbredningsområde och en stor population, men tros minska i antal på grund av habitatförstörelse, dock inte tillräckligt kraftigt för att den ska betraktas som hotad. Internationella naturvårdsunionen IUCN kategoriserar därför arten som livskraftig (LC). Världspopulationen har inte uppskattats men den beskrivs som vanlig.